# 縣廳前站 (廣島縣)

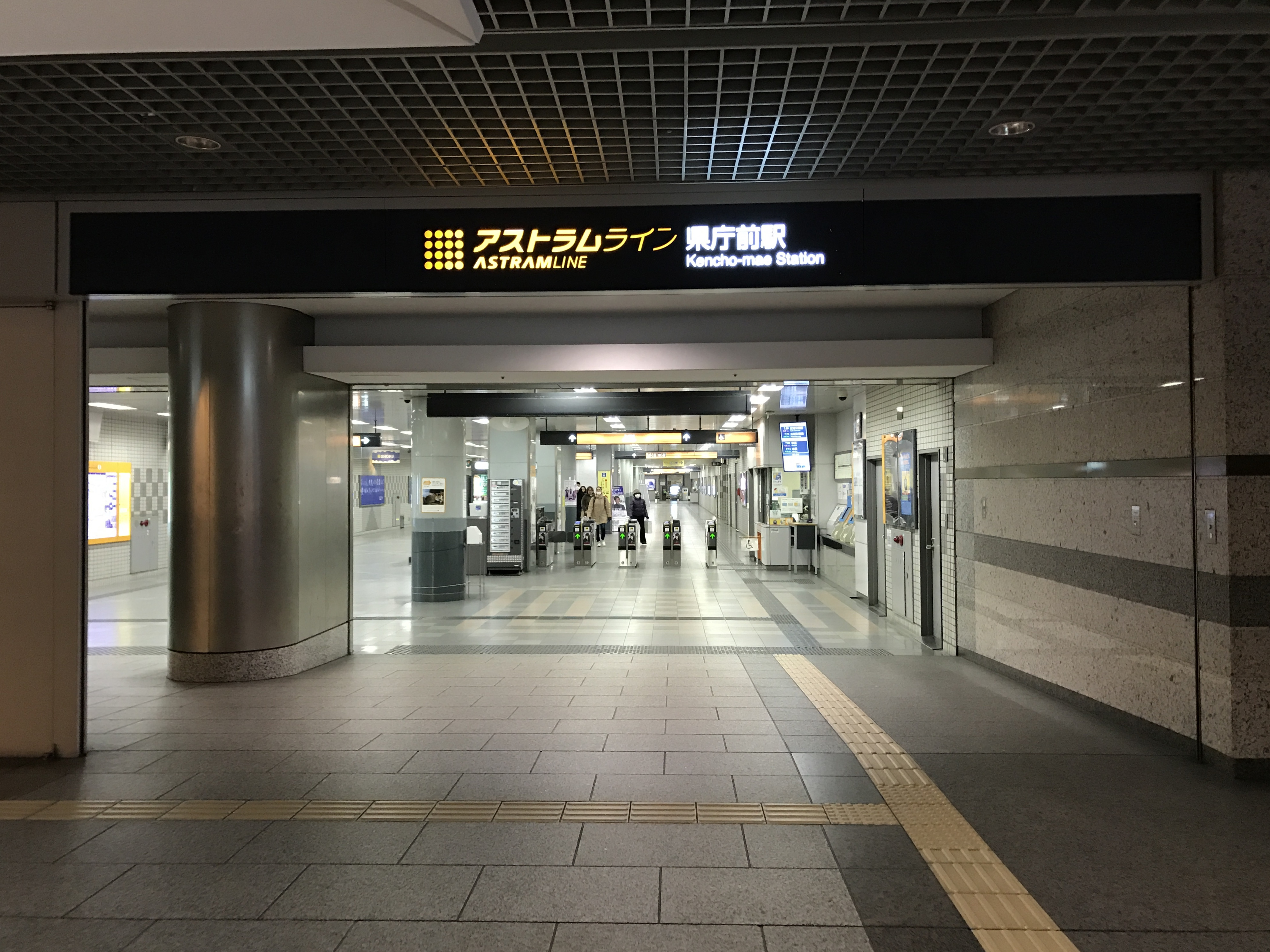
驗票閘口遠景(2017年3月)

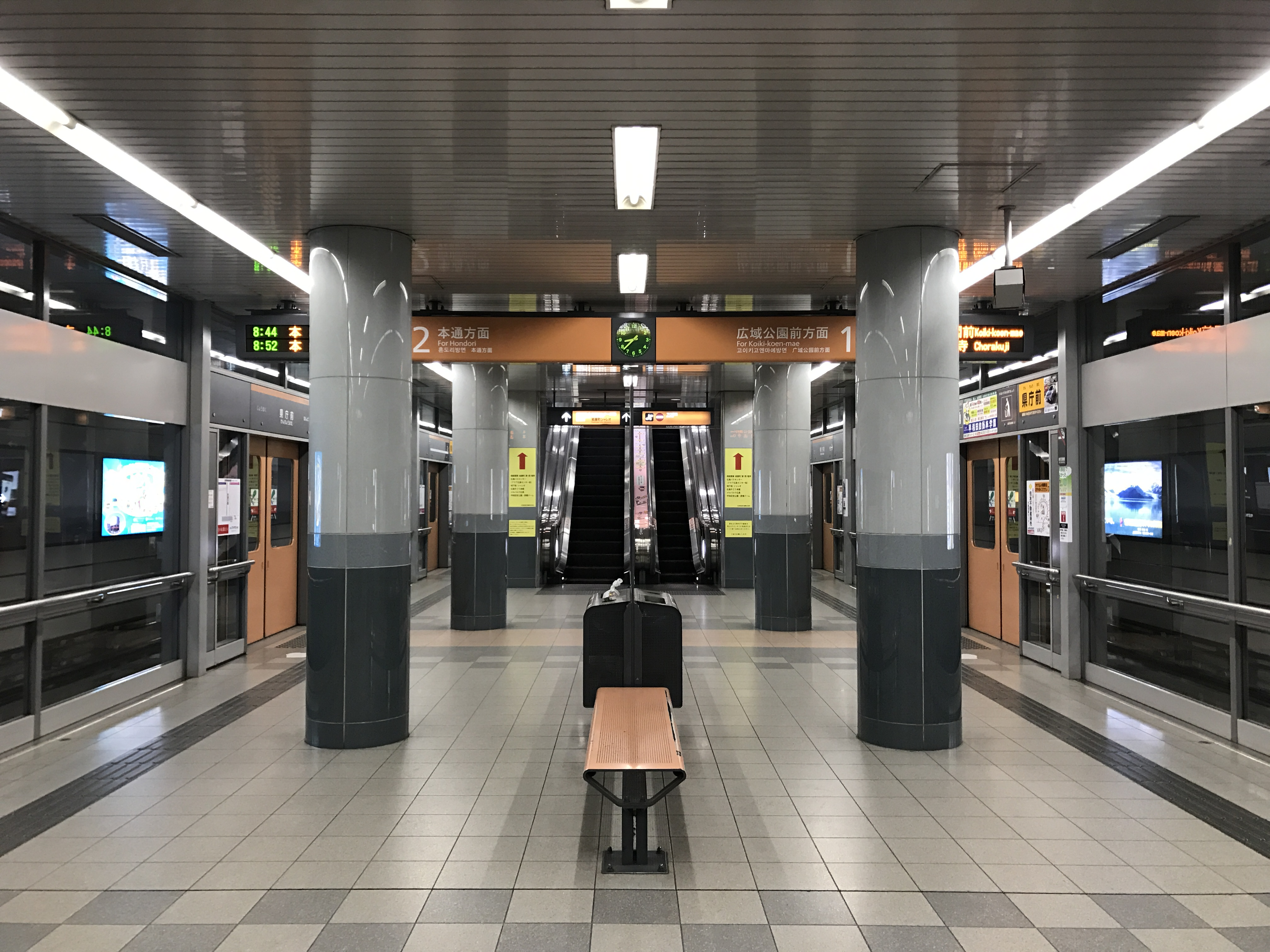
月台(2017年3月)

縣廳前站（日语：／ Kencho-mae eki */?）是位於廣島縣廣島市中區基町，屬於廣島高速交通的廣島新交通1號線（Astram線）車站。

## 概要
本站位於地下街紙屋町Shareo北邊，距離本通站300米，紙屋町Shareo設有通道連接兩站。此站是Astram的中樞車站，站內設有失物認領處。當其他車站沒有職員當值時，此站的職員會可使用對講機與其他車站的乘客聯絡。站內設有投幣式儲物箱和定期票售票處。

## 歷史
- 1994年（平成6年）8月20日 - 車站啟用[1]。
- 1999年（平成11年）3月20日 - 在時間表修正後，此站成為急行列車停車站[1]。
- 2004年（平成16年）3月20日 - 在時間表修正後，取消急行列車班次[1]。
- 2009年（平成21年）8月8日 - 此站開始可以使用PASPY[1]。
- 2015年（平成27年） - 站內廣播與月台發車牌翻新至與新白島站同等級。

## 車站構造
本站是設有1面2線島式月台的地下車站。

### 月台
| 月台 | 路線             | 上下行 | 方向           |
| ---- | ---------------- | ------ | -------------- |
| 1    | ■廣島新交通1號線 | 下行   | 廣域公園前方向 |
| 2    | ■廣島新交通1號線 | 上行   | 本通方向       |

## 車站周邊
- 紙屋町Shareo（日语：紙屋町シャレオ）
- 廣島巴士中心（日语：広島バスセンター）
- 崇光百貨
- 基町Credo·Pasera（日语：基町クレド）
- 廣島市立廣島市民醫院（日语：広島市立広島市民病院）
- 廣島縣廳舍（日语：広島県庁舎）
- 廣島縣立綜合體育館（日语：広島県立総合体育館）
- 廣島和平紀念公園
- 原爆圓頂館
- 廣島城
- 護國神社（日语：広島護国神社）
- 舊廣島市民球場遺址（日语：広島市民球場 (初代)）

## 利用狀況
以下數據取自《廣島市統計書》。Astram線公開了「1年總乘車人次」和「1年總下車人次」。1日平均乘車人次數據中，是以當年度的總乘車人次除以365（閏年為366），再取自小數點後1位。Astram線所提供的數據以1,000人為單位，因此，平均數中會有誤差。
| 年度               | 1日平均 乘車人次 | 1年總 乘車人次 | 1年總 下車人次 |
| ------------------ | ---------------- | -------------- | -------------- |
| 1995年（平成07年） | 6,352.5          | 2,325,000      | 3,078,000      |
| 1996年（平成08年） | 6,572.6          | 2,399,000      | 3,276,000      |
| 1997年（平成09年） | 6,561.6          | 2,395,000      | 3,345,000      |
| 1998年（平成10年） | 6,591.8          | 2,406,000      | 3,439,000      |
| 1999年（平成11年） | 6,510.9          | 2,383,000      | 3,465,000      |
| 2000年（平成12年） | 6,545.2          | 2,389,000      | 3,435,000      |
| 2001年（平成13年） | 6,282.2          | 2,293,000      | 3,640,000      |
| 2002年（平成14年） | 5,701.4          | 2,081,000      | 3,395,000      |
| 2003年（平成15年） | 5,456.3          | 1,997,000      | 3,314,000      |
| 2004年（平成16年） | 5,227.4          | 1,908,000      | 3,248,000      |
| 2005年（平成17年） | 5,156.2          | 1,882,000      | 3,247,000      |
| 2006年（平成18年） | 5,186.3          | 1,893,000      | 3,245,000      |
| 2007年（平成19年） | 5,210.4          | 1,907,000      | 3,005,000      |
| 2008年（平成20年） | 5,219.2          | 1,905,000      | 3,217,000      |
| 2009年（平成21年） | 5,060.3          | 1,847,000      | 3,073,000      |
| 2010年（平成22年） | 5,084.9          | 1,856,000      | 3,087,000      |
| 2011年（平成23年） | 5,065.6          | 1,854,000      | 3,105,000      |
| 2012年（平成24年） | 5,167.1          | 1,886,000      | 3,169,000      |
| 2013年（平成25年） | 5,274.0          | 1,925,000      | 3,249,000      |
| 2014年（平成26年） | 5,268.5          | 1,923,000      | 3,264,000      |
| 2015年（平成27年） | 5,448.1          | 1,994,000      | 3,318,000      |
| 2016年（平成28年） | 5,484.9          | 2,002,000      | 3,351,000      |
| 2017年（平成29年） | 5,520.5          | 2,015,000      | 3,396,000      |
| 2018年（平成30年） | 5,520.5          | 2,015,000      | 3,456,000      |
| 2019年（令和元年） | 5,478.1          | 2,005,000      | 3,450,000      |

## 相鄰車站
廣島高速交通
廣島新交通1號線（Astram線）
本通－縣廳前－城北

## 注腳
1. 1 2 3 4 5  曾根悟（監修）. 朝日新聞出版分冊百科編集部（編集） , 编. . 週刊朝日百科. 30号 モノレール・新交通システム・鋼索鉄道. 朝日新聞出版. 2011-10-16: 25 （日语）.
2. ↑   (PDF). 廣島高速交通.   [2017-08-08]. （原始内容 (PDF)存档于2021-06-02） （日语）.

## 外部連結
- Astram線　官方網站 （页面存档备份，存于）（日語）